# Brown Eyed Handsome Man
Singles de Chuck Berry
Maybellene
(1955) Roll Over Beethoven
(1956)
Brown Eyed Handsome Man est une chanson du chanteur et auteur-compositeur américain Chuck Berry.
Publiée en single sous le label Chess Records en septembre 1956, la chanson a atteint la 8e place du classement R&B du magazine musical américain Billboard. Elle sera aussi incluse dans le premier album de Chuck Berry, After School Session, qui sortira en mai de l'année suivante (1957).
En 2004, Rolling Stone a classé cette chanson, dans la version originale de Chuck Berry, 374e sur sa liste des « 500 plus grandes chansons de tous les temps » (en 2010, le magazine rock américain a mis à jour sa liste, maintenant la chanson est 383e). Elle est également incluse dans la sélection des 660 « chansons qui ont façonné le rock 'n' roll » du Rock and Roll Hall of Fame.

## Composition
La chanson a été écrite par Chuck Berry. Son enregistrement chez Chess Records a été produit par Leonard et Phil Chess.

## Reprises
Singles de Buddy Holly
Reminiscing
(1962) Bo Diddley
(1963)
La chanson a été notamment reprise par Buddy Holly, Carl Perkins, Jerry Lee Lewis, Johnny Cash, Nina Simone, Paul McCartney et Waylon Jennings.
Elle est adaptée en français par Eddy Mitchell en 1964 sous le titre Détective privé.